# Magali Leguay
Magali Leguay (ur. 5 września 1985) – francuska judoczka. Startowała w Pucharze Świata w latach 2006-2009. Wygrała mistrzostwa Europy w drużynie w 2008, a także igrzyska frankofońskie w 2009. Trzecia na ME U-23 w 2006 i 2007. Wicemistrzyni Europy juniorów w 2002 roku.